# 琴風豪規
琴風豪規（1957年4月26日—），本名中山浩一，日本三重縣津市出身的前大相撲力士。現役時代身高183cm、體重173kg。最高位置是東大關。他所屬的相撲部屋是佐渡嶽部屋。他現在是尾車部屋的年寄。

## 生涯
他在1971年7月因前橫綱琴櫻傑將的勸誘加入了佐渡嶽部屋。他在1975年成為十兩級選手，在1977年1月成為幕內級選手。但他在關鍵時刻嚴重受傷，因此迫使他錯過了幾場比賽，並一路下滑到無薪的幕下級別。但在短短一年時間，他回到了幕內級別。 到1981年3月，他已經升到了關脇級別，並於1981年9月，他以12-3的戰績奪取了他的第一個錦標賽冠軍，在打敗橫綱若乃花幹士(2代)後，他立即被提升為大關。他在1983年1月以14-1的比分拿下了他的第二個冠軍，1984年9月，他在最後一天的兩分鐘的艱苦鬥爭中擊敗了一個剛剛參加錦標賽的薩摩亞人小錦八十吉 (6代)，後來琴風回憶起這個戰鬥是他有史以來最難忘的回合 1985年5月，他又受了重傷，這次是右膝，故決定於1985年11月，28歲退休。

## 引退後
引退後琴風成為日本相撲協會的年寄，襲名尾車，從佐渡嶽部屋獨立出去成立自己的部屋。他部屋的所有力士四股名中也用風作為尾字，截至2017年1月，尾車部屋擁有三名幕內經驗的力士:豪風旭，嘉風雅繼和天風浩一。另一個來自不同部屋的力士若麒麟（因原來是來自押尾川部屋）由於在2009年2月持有大麻而被相撲協會解僱。因此，尾車從協會的職位中被降職。 
2010年9月，兩名男子因企圖訛詐琴風而被捕，並給他發了一封信，威脅要揭露他在年輕時與“暴力犯罪團伙”（通常是黑幫的委婉說法）的關係。 2011年4月，他部屋的中的一名十兩力士因為大相撲造假問題被迫退賽，之後又遭到另一次降級。但是，2012年2月，他被選入相撲協會理事會。
他也是NHK的相撲比賽直播的常任評論員。